# Де Контра (Пескара)
Де Контра (итал. De Contra) је насеље у Италији у округу Пескара, региону Абруцо.
Према процени из 2011. у насељу је живело 17 становника. Насеље се налази на надморској висини од 428 м.